# Michael Marcus Thurner

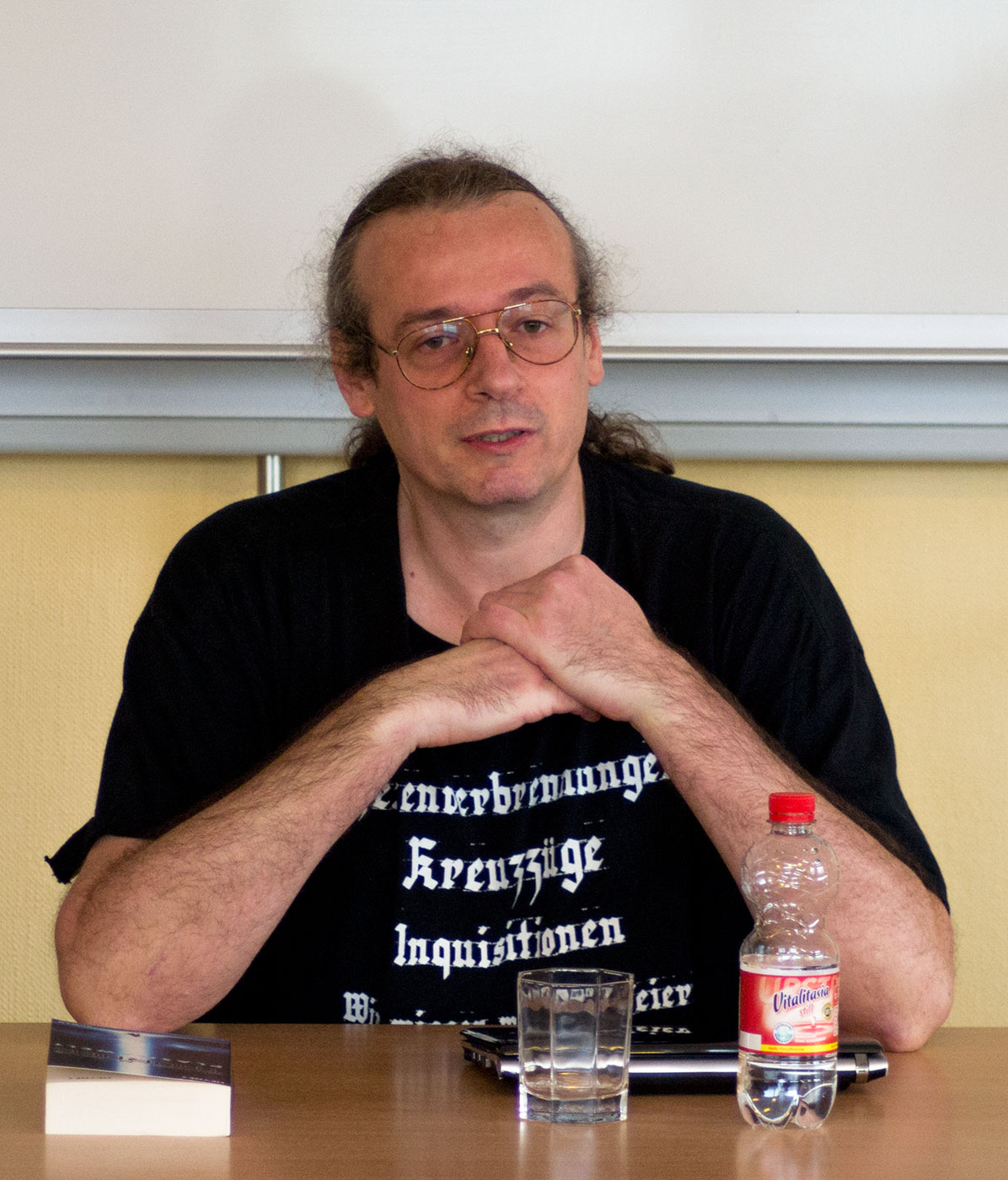
Michael Marcus Thurner auf dem Dort.Con in Dortmund im März 2013

Michael Marcus Thurner (* 12. Mai 1963 in Wien) ist ein österreichischer Science-Fiction-Autor.
Thurner machte sein Abitur (Matura) an einer Handelsakademie und studierte danach einige Semester Anglistik, Geographie und Geschichte auf Lehramt, blieb jedoch ohne Abschluss. Er übte verschiedene Tätigkeiten bei einer Sicherheitsfirma, in einem Reitstall, als Kellner und Verkäufer aus. Für die Verlagsunion Pabel-Moewig schreibt Thurner als freier Autor seit dem Jahr 2002 Heftromane für die Serien Atlan und seit 2005 für Perry Rhodan. Im Bastei-Verlag veröffentlicht er seit 2003 regelmäßig Romane zur Heftserie Maddrax. 2009 erschien sein erster eigenständiger Roman (Turils Reise) außerhalb der Heftreihen. Er wurde 2011 ins Polnische übersetzt.
Er lebt mit seiner Frau und zwei Kindern in Wien.

## Bibliographie (Auszug)
- 2000: Autor, Mensch, Terraner: 60 Jahre Ernst Vlcek. Rastatt, 2000. (als Herausgeber, mit Daniela Bodenseher, Erich Loydl, Hermann Urbanek, Wolfgang Zenker)
- 2008: Am Rande der Hoffnung. (Band 5 des Fantasy-Zyklus SunQuest, zusammen mit Volker Ferkau), Fabylon Verlag, Markt Rettenbach. ISBN 978-3-927071-21-6
- 2009: Turils Reise. Roman, Wilhelm Heyne Verlag, München, ISBN 978-3-453-52564-1.
- 2010: Plasmawelt. Roman, Wilhelm Heyne Verlag, München, ISBN 978-3-453-52758-4.
- 2013: Der Gottbettler. Roman, Blanvalet, München, ISBN 978-3-442-26942-6
- 2015: Der unrechte Wanderer. Roman, Blanvalet, München, ISBN 978-3-442-26404-9
- 2016: König in Ketten. Roman, Blanvalet, München, ISBN 978-3-7341-6055-4

### Perry-Rhodan-Heftromane (seit 2005)
- 2265: Die Krone von Roewis (2005)
- 2274: Motoklon Hundertneun (2005)
- 2280: Exil der Orakel (2005)
- 2290: Daellians Kampf (2005)
- 2304: Schatten über Atlan-Village (2005)
- 2305: Jagd auf die Dunkel-Kapsel (2005)
- 2315: Kampf ums Salkrit (2005)
- 2332: Die Psychial-Werber (2006)
- 2333: Die Universale Schneise (2006)
- 2357: Camp Sondyselene (2006)
- 2359: Das Stumme Gesicht (2006)
- 2369: Quartier Lemurica (2007)
- 2370: Die Milliardenstadt (2007)
- 2384: Das Quarantäne-System (2007)
- 2386: Die Diskrete Domäne (2007)
- 2392: Die vergessene Stadt (2007)
- 2401: Vorstoß in die LAOMARK (2007)
- 2414: Die Bestie Ganymed (2007)
- 2425: Zwei gegen INTAZO (2008)
- 2434: Die Halbraumwelt (2008)
- 2435: Die Nega-Cypron (2008)
- 2444: Vor der Finalen Schlacht (2008)
- 2451: Die Metaläufer (2008)
- 2466: Galaxis der Antikrieger (2008)
- 2472: TRAICOON 0096 (2009)
- 2488: Hinter dem Kernwall (2009)
- 2489: Schach dem Chaos (2009)
- 2505: Der Polyport-Markt (2009)
- 2506: Solo für Mondra Diamond (2009)
- 2521: Kampf um KREUZRAD (2009)
- 2526: Die Gespenster von Gleam (2010)
- 2532: Der Tod eines Maahks (2010)
- 2545: Vatrox-Tod (2010)
- 2550: Die Welt der 20.000 Welten (2010)
- 2551: Das Wunder von Anthuresta (2010)
- 2565: Vastrears Odyssee (2010)
- 2569: Das Goldene Zeitalter (2010)
- 2570: Die Falle von MASSOGYV (2010)
- 2590: Der Tote und der Sterbende (2011)
- 2591: Im Auftrag der Superintelligenz (2011)
- 2595: Wanderer am Scheideweg (2011)
- 2602: Die Todringer von Orontes (2011)
- 2603: Die instabile Welt (2011)
- 2612: Zielpunkt BASIS (2011)
- 2613: Agent der Superintelligenz (2011)
- 2626: Suche im Sektor Null (2011)
- 2627: Die letzten Tage der GEMMA FRISIUS (2011)
- 2641: TANEDRARS Ankunft (2012)
- 2642: Der Maskenschöpfer (2012)
- 2649: Die Baumeister der BASIS (2012)
- 2667: Der Diplomat von Maharani (2012)
- 2678: Das Windspiel der Oraccameo (2012)
- 2682: Schlacht an der Anomalie (2013)
- 2695: Totenhirn (2013)
- 2704: Die Rückkehr der JULES VERNE (2013)
- 2705: Die Sippe der Würdelosen (2013)
- 2706: Sternengrab (2013)
- 2722: Altin Magara (2013)
- 2723: Nur 62 Stunden (2013)
- 2731: Gefängniswelten (2013)
- 2748: Die Himmelsscherbe (2014)
- 2749: Die Stadt Allerorten (2014)
- 2755: Der Schuldmeister (2014)
- 2762: Die Meister-Statue (2014)
- 2773: Der Kristalline Richter (2014)
- 2777: Flucht aus Allerorten (2014)
- 2778: Der Weg nach Wanderer (2014)
- 2779: Schattenspiel der Ewigkeit (2014)
- 2789: Plothalos Trümmerwelten (2015)
- 2804: Hüter der Zeiten (2015)
- 2805: Para-Patrouille (2015)
- 2822: Hinter der Zehrzone (2015)
- 2828: Die Technoklamm (2015)
- 2834: Larendämmerung (2015)
- 2835: Die Purpur-Teufe (2015)
- 2844: Der Verschwiegene Bote (2016)
- 2857: Die Hyperfrost-Taucher (2016)
- 2863: Die Finale Stadt: Unten (2016)
- 2866: Die Finale Stadt: Hof (2016)
- 2872: Leccores Wandlungen (2016)
- 2877: Der verheerte Planet (2016)
- 2886: Der Schwarze Sternensturm (2016)
- 2894: Die Bannwelt (2017)
- 2896: Maschinenträume (2017)
- 2901: Das Goldene Reich (2017)
- 2906: Das gestohlene Raumschiff (2017)
- 2913: Das neue Imperium (2017)
- 2921: Die Gewitterschmiede (2017)
- 2925: Der Tryzom-Mann (2017)
- 2943: Monkey und der Savant (2018)
- 2949: Die Biophore (2018)
- 2956: Das Hooris-Phänomen, mit Uwe Anton (2018)
- 2957: Die Hooris-Prozessoren (2018)
- 2967: Das zweite Terra (2018)
- 2968: Die Schweigsamen Werften (2018)
- 2976: Hyperlicht (2018)
- 2987: Schlacht ums Gondunat (2018)
- 3002: Die Kriegsschule (2019)
- 3003: Das Triumvirat der Ewigen (2019)
- 3016: In den Augen des Riesen (2019)
- 3022: Bulls großes Spiel (2019)
- 3023: Der On-Pirat (2019)
- 3026: Atlan und die Kristallsklaven (2019)
- 3034: Ancaisin (2019)
- 3036: Das telekinetische Imperium (2019)
- 3043: Die Welt der Báalols (2019)
- 3055: Die VECU (2020)
- 3061: Die Dunkle Schwere (2020)
- 3066: Drangwäsche (2020)
- 3067: Die Ägidenwelt (2020)
- 3073: Auf der grünen Welt (2020)
- 3083: Die drei Haluter (2020)
- 3088: Gucky kehrt zurück (2020)
- 3099: Die Kinder der Milchstraße (2021)
- 3138: Die Dunklen Gestade (2021)
- 3146: Die Methanwelt (2021)
- 3151: Unter dem Neutronenstern (2022)
- 3152: Die Schwarzen Gärten von Ogygia (2022)
- 3164: Lloyd und das Chaofaktum (2022)
- 3174: Die Telepathische Allianz (2022)
- 3183: Im Primordialen Korridor (2022)
- 3191: Im Chaofaktenhort (2022)
- 3192: Unter dem Nabel von Zou Skost, mit Christian Montillon (2022)
- 3196: Flucht der Kosmokratin (2022)
- 3208: Das neue Volk (2023)
- 3209: Das Siegel des Großadministrators (2023)
- 3210: Countdown (2023)
- 3228: Die Nacht der Anuupi (2023)
- 3229: Die Dunklen Hallen von Terrania (2023)
- 3235: Mann in blauen Flammen (2023)
- 3236: Der schwarze Garten (2023)
- 3248: Die Frau aus dem Transmitter (2023)
- 3263: Sternensand (2024)
- 3264: Prophanie (2024)
- 3271: Nieuw Amsterdam (2024)
- 3277: Saedelaeres Entscheidung (2024)
- 3286: Stadt der Schemen (2024)
- 3293: Rhodans Vergangenheit (2024)
- 3294: Mercants Entscheidung (2024)

### Perry-Rhodan-Miniserien (seit 2016)

#### Arkon
- 4: Palast der Gedanken (2016)
- 8: Die Stunde des Smilers (2016)

#### Olymp
- 5: Die Prospektorin (2018)
- 11: Flotte der Robotraumer (2018)

#### Wega
Thurner konzipierte diese Miniserie und erstellte die Exposés für die Autoren.
- 1: Im Licht der blauen Sonne (2021)
- 12: Geschenke der Superintelligenz (2021)